# Euxoa atrifera
Euxoa atrifera là một loài bướm đêm trong họ Noctuidae.